# Bátaszék–Kiskunhalas-vasútvonal
A MÁV 154. számú Bátaszék–Kiskunhalas-vasútvonala egyvágányú, nem villamosított vasúti fővonal a Bácskai-síkvidéken. A vasútvonal fontos szerepet tölt be a magyarországi vasúthálózatban, ugyanis Budapesttől délre csak Bajánál üzemel vasúti híd a Dunán. Pörböly állomáson átszállási lehetőség van a Gemenci Állami Erdei Vasútra.

## Története
A mai vasútvonal két egykori, a trianoni békeszerződés előírásai alapján megcsonkolt vasútvonal Magyarországon maradt szakaszaiból áll. Bajáról eredetileg Szabadkára tartott a Szabadka–Baja-vasútvonal, amelyet Bácsalmásnál keresztezett a Kiskunhalas–Bácsalmás–Regőce-vasútvonal.
A MÁV által épített Budapest–Zimony-vasútvonal szárnyvonalaként épülő Szabadka–Baja-vasútvonalat a fővonal Szabadkáig történő átadása után két évvel, 1885. január 8-án nyitották meg. A szárnyvonal felépítménye 24,92 kg/fm tömegű, „k” jelű acélsínekből épült.
A Kiskunhalas–Bácsalmás–Regőce-vasútvonalat a Halas–Bácsalmás–Regőcei HÉV társaság építette. A MÁV Budapest–Zimony-vasútvonalától Kiskunhalason kiágazó helyiérdekű vasútvonalat 1903. október 31-én adták át a forgalomnak. A síkvidéki jellegű vonalon a felépítmény 23,6 kg/fm tömegű, „i” jelű sínekből épült.
Bajáról egykor még két vasútvonal is kiágazott, a helyiérdekű Baja–Zombor–Újvidék-vasútvonal, valamint a Baja–Bezdán–Apatin–Szond-vasútvonal. A trianoni békeszerződés után ezeken megszűnt a határátmenet, így Baja-Hercegszántó és Baja-Gara csonka vasútvonalakká rövidültek, később teljesen felszedték őket.
Utoljára 1967–1970 között korszerűsítették a vonalat. Számos helyen történtek ívkorrekciók.

## Forgalom
A vasútvonalon keresztül a 2008-as menetrendváltásig naponta közvetlen sebesvonatok közlekedtek Bajáról Bátaszéken / Kiskunhalason át Budapestre, amit 2008-2011 között a Sárbogárd / Dombóvár (Kaposvár) – Kecskemét viszonylatú „Délkör” járatok, illetve előbbiből a Szekszárdot érintő Gemenc és Sugovica expressz nevű vonatok váltottak.[forrás?] A Délkör kettéosztásából jött létre 2010-ben a napjainkban is létező Gemenc és a Kiskun Interrégió: A Baja – Kecskemét szakaszon ütemes menetrend van érvényben, az InterRégió vonatok 2 óránként követik egymást. A Baja – Bátaszék szakaszon szintén 2 órás ütem van, amit a Székesfehérvárig közlekedő Gemenc InterRégió vonatok szolgálnak ki, őket egészítik ki a dombóvári személyvonatok. 2021. szeptember 13-tól a vonatok Alsónyék megállóhelyen csak feltételesen állnak meg.
2022 és 2025 nyarán a Kiskunhalason végzett pályaépítési munkálatok miatt az InterRégió vonatok helyett Jánoshalma-Kiskunhalas-Kiskunmajsa között Vonatpótló autóbuszok közlekedtek.

## Közelmúlt
1993-ban Alsónyék és Pörböly között történt a 12 halálos áldozattal járó pörbölyi autóbusz-baleset.

## Járművek
A Baja és Kecskemét
között közlekedő InterRégió vonatokon Baja és Kiskunhalas között Uzsgyi motorvonat, Kiskunhalas és Kecskemét között pedig 432-es sorozatú villamosmozdony, Bhv betűjelű kocsi, BDt 400 vezérlőkocsi, és Uzsgyi motorvonat közlekedik ingavonatként.A Dombóvár és Baja közötti személyvonatokon Bzmotok, míg a Baja és Székesfehérvár között közlekedő Gemenc InterRégió és a Baja és Budapest-Déli vonatokon Siemens Desiro motorvonatok közlekednek.
A 2022 és 2025 nyarán életbe lépett vágányzári menetrend idején a Baja-Jánoshalma között közlekedő vonatok Bzmot+Bzx összeállítással közlekedtek.

## Állomások galériája

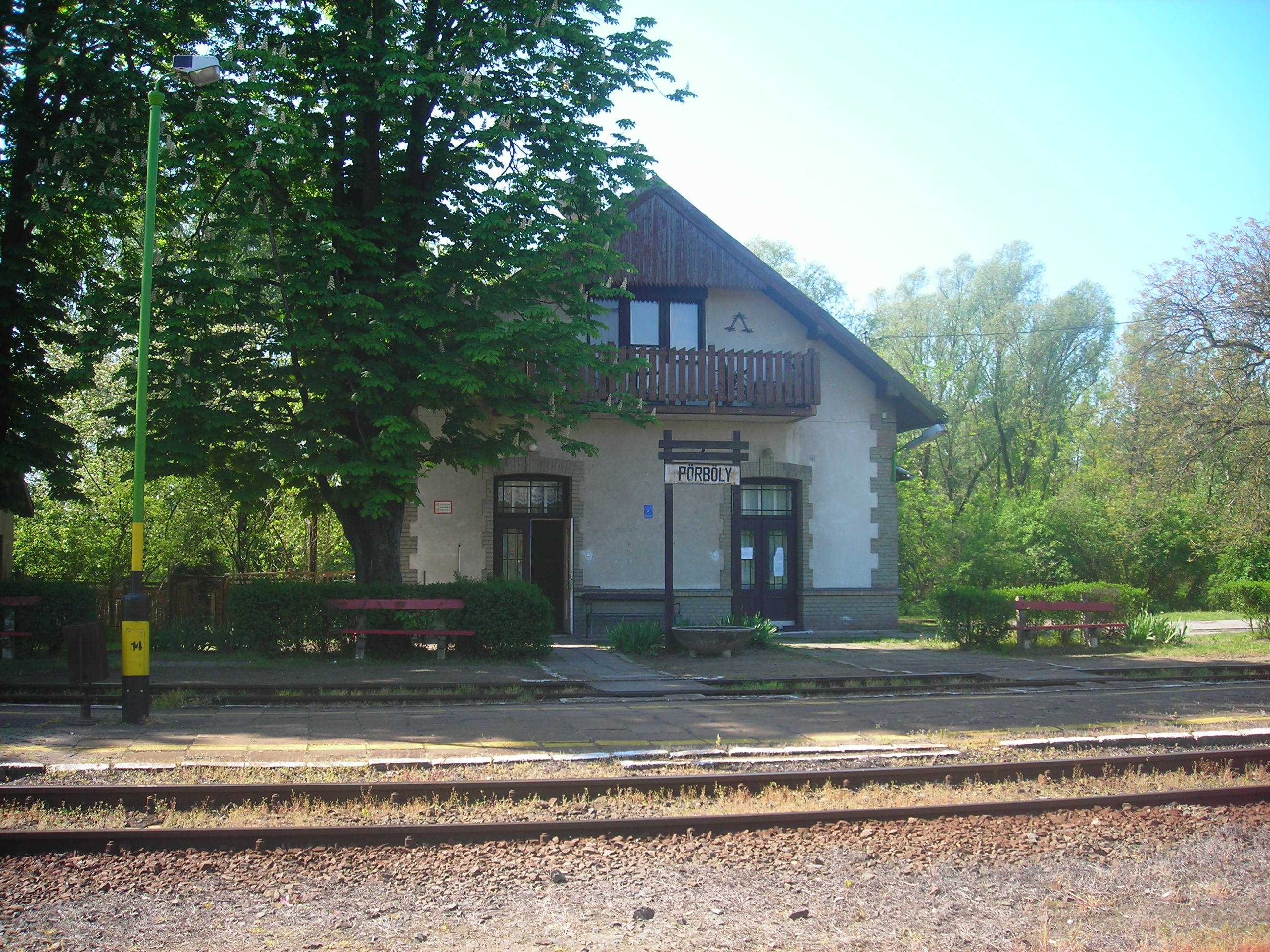
Pörböly felvételi épülete
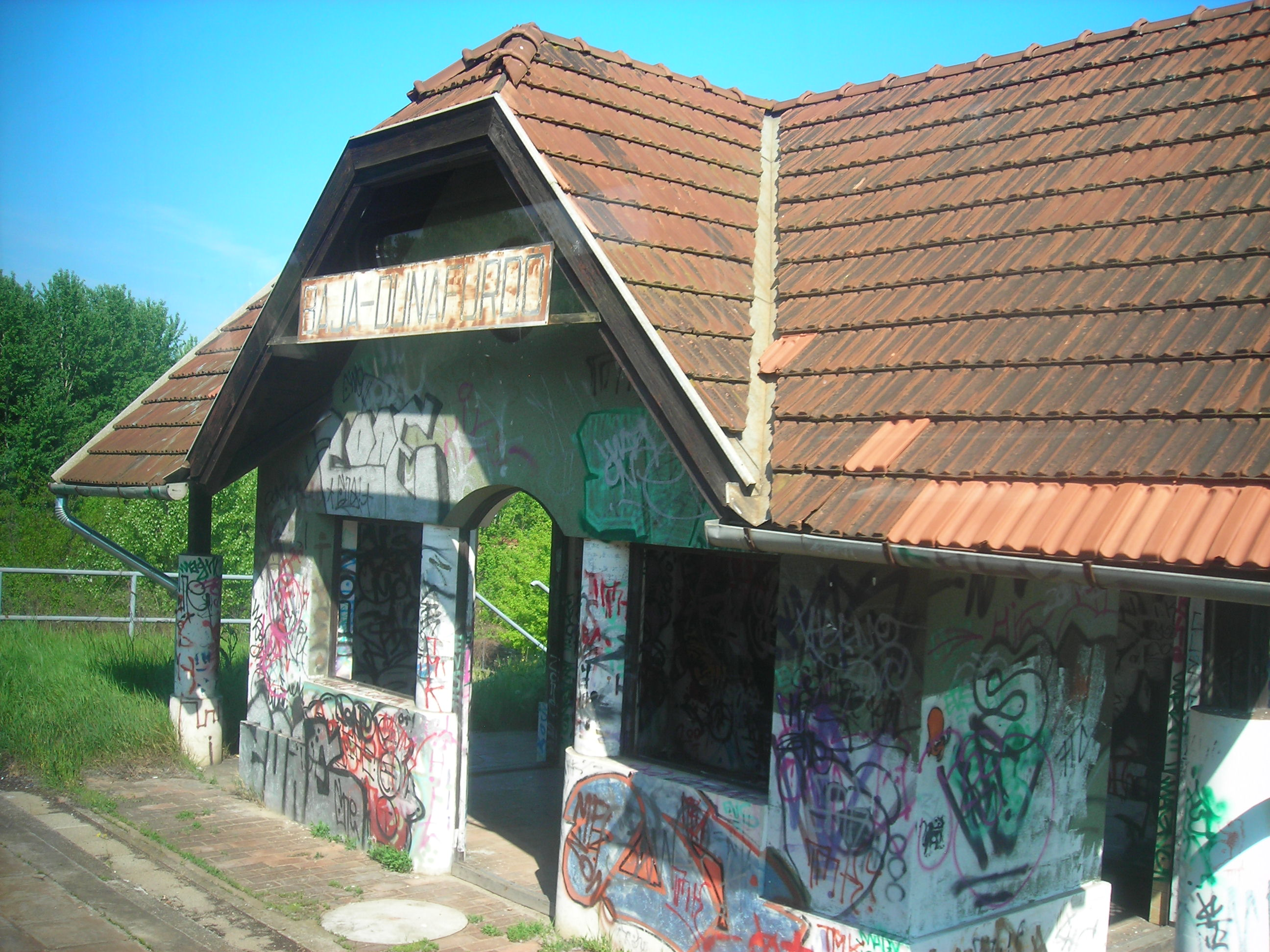
Baja-Dunafürdő megálló
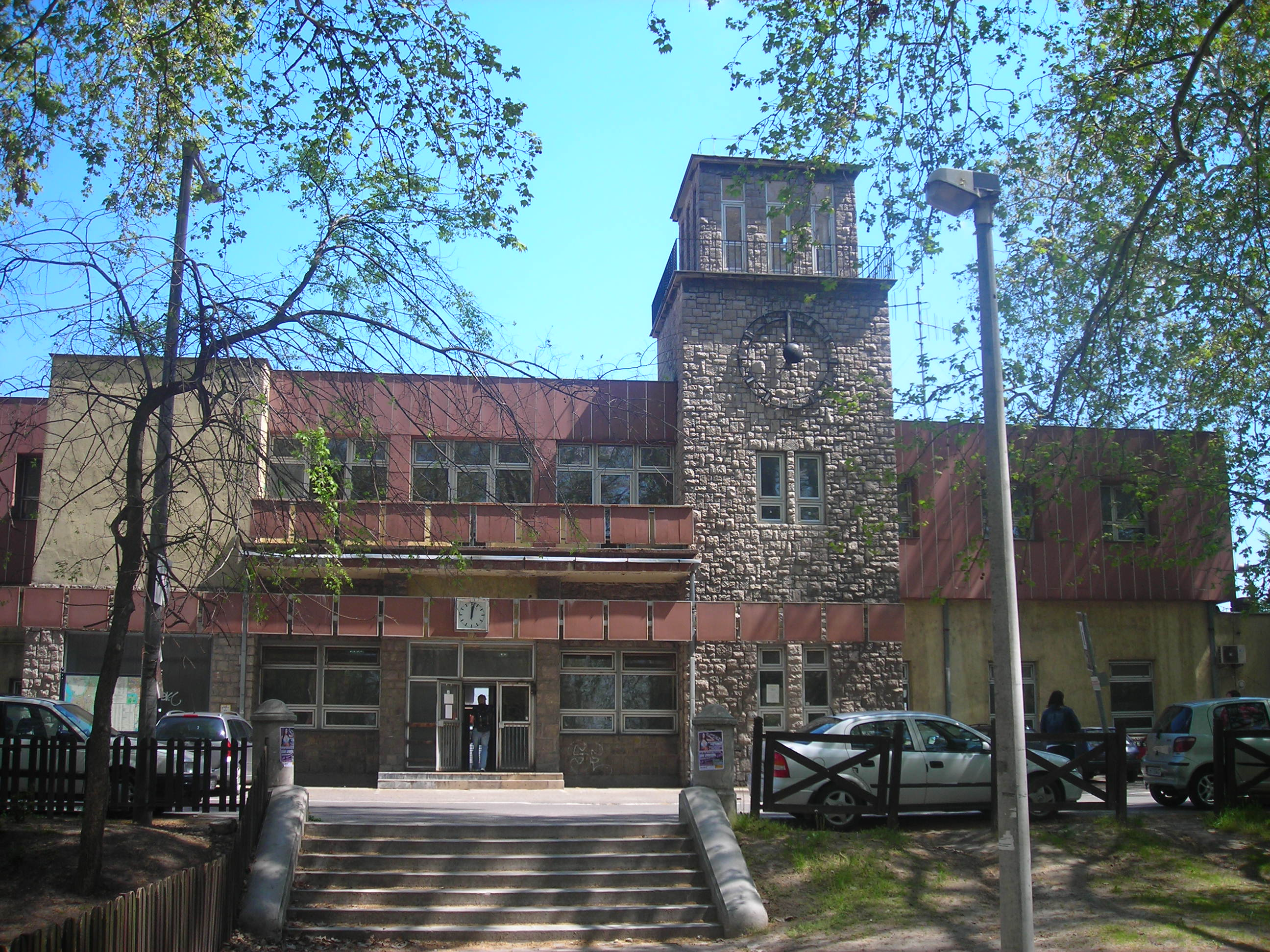
Baja felvételi épülete
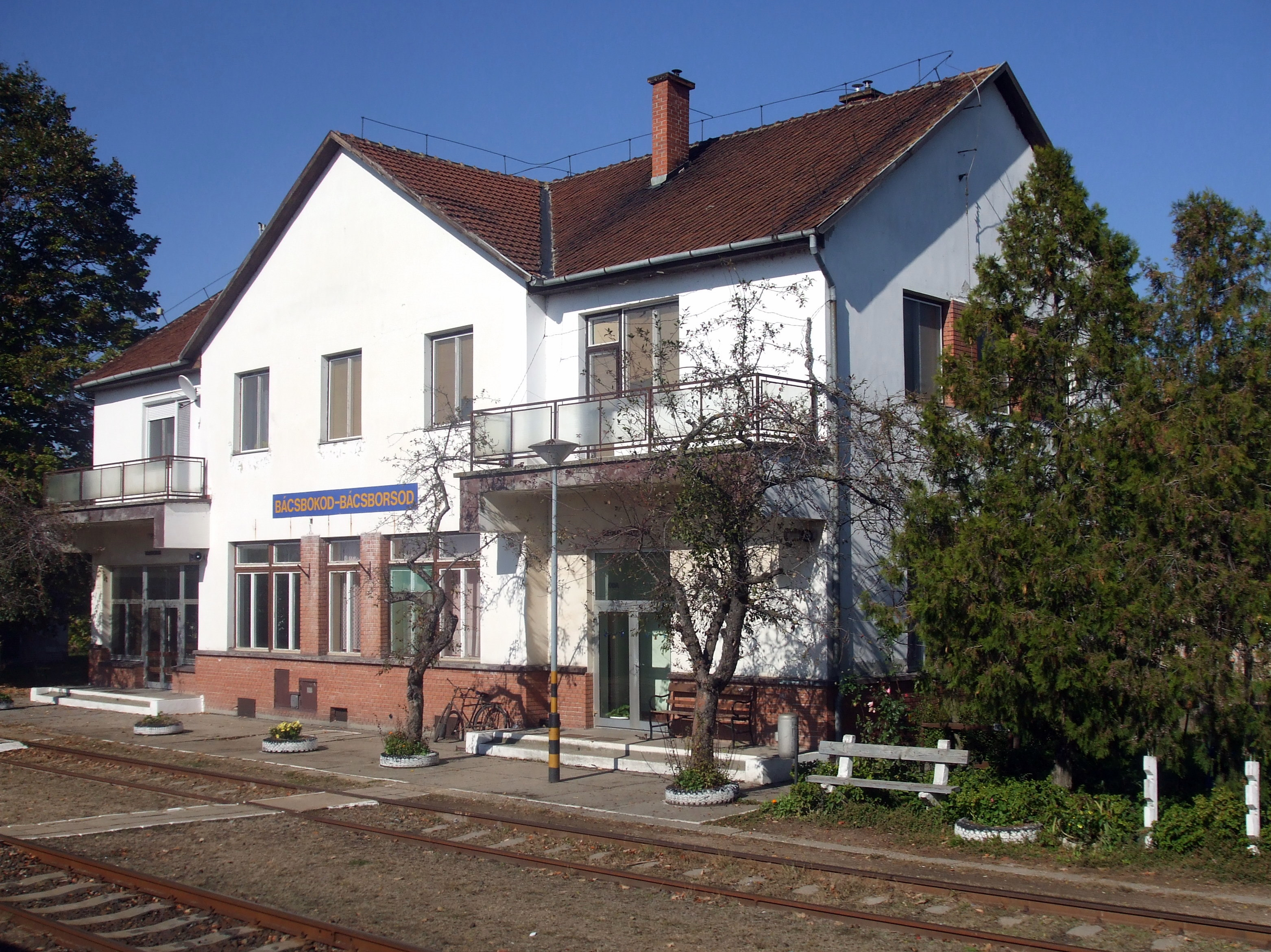
Bácsbokod-Bácsborsód felvételi épülete
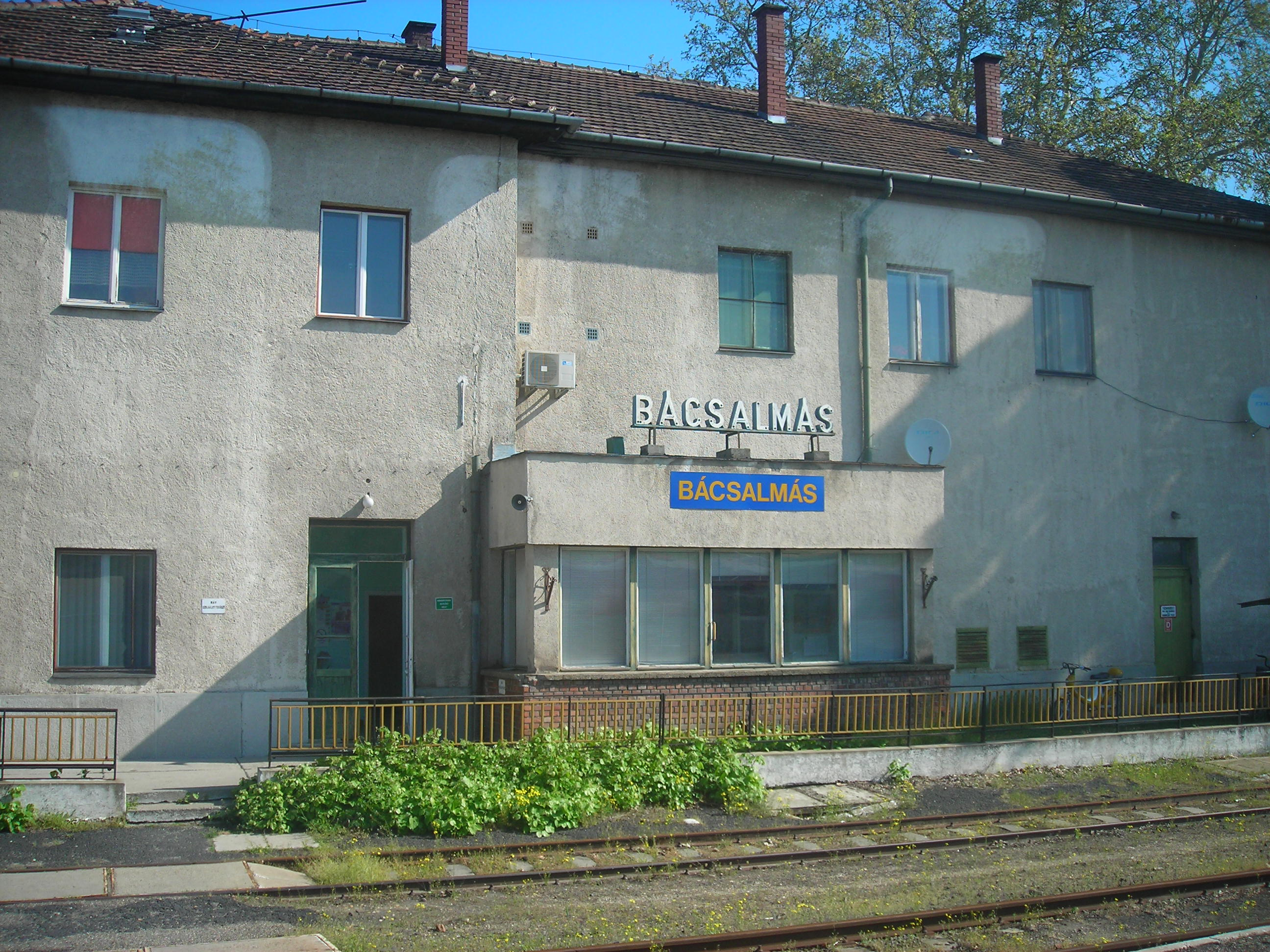
Bácsalmás felvételi épülete
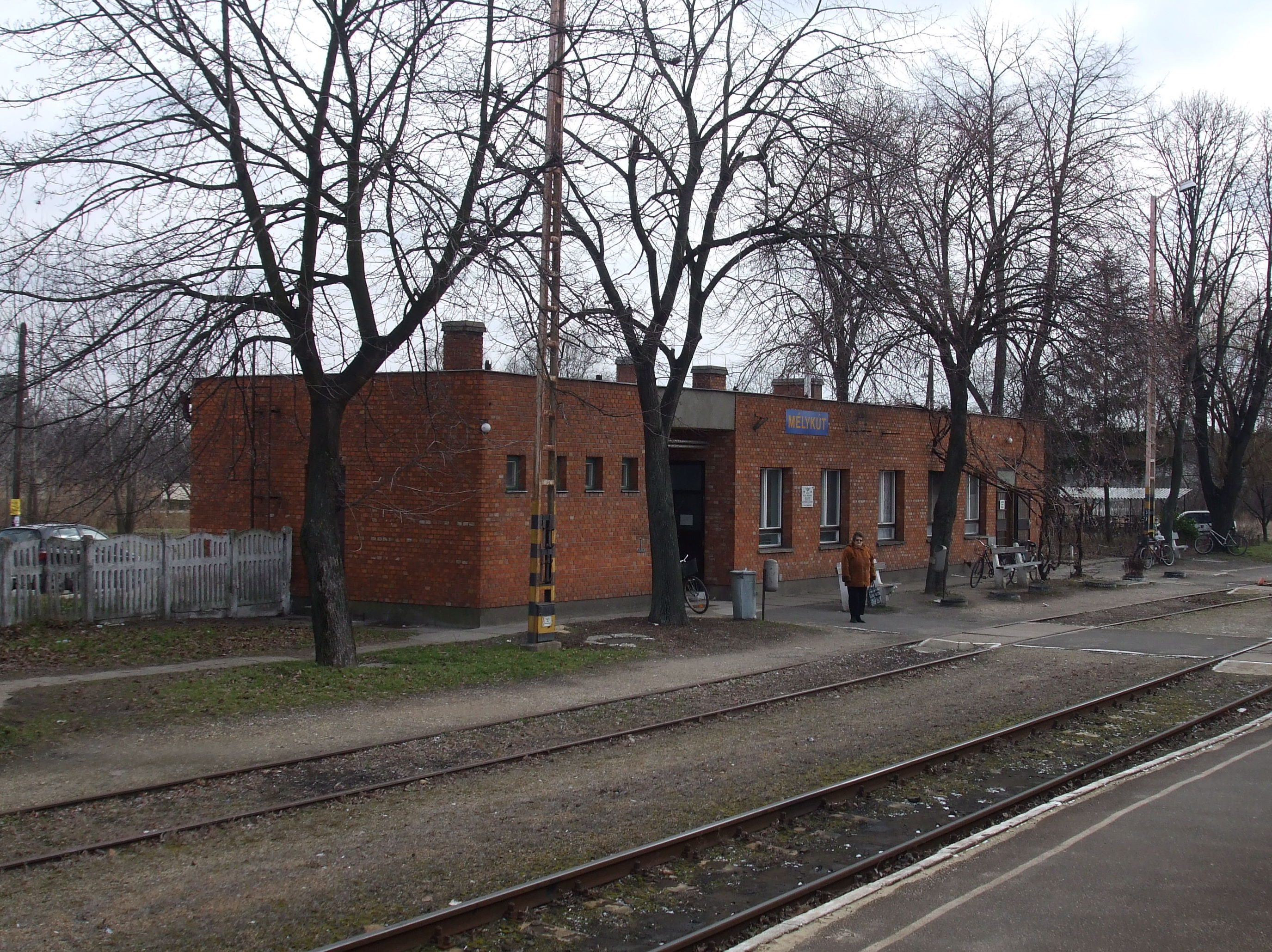
Mélykút vasútállomás felvételi épülete
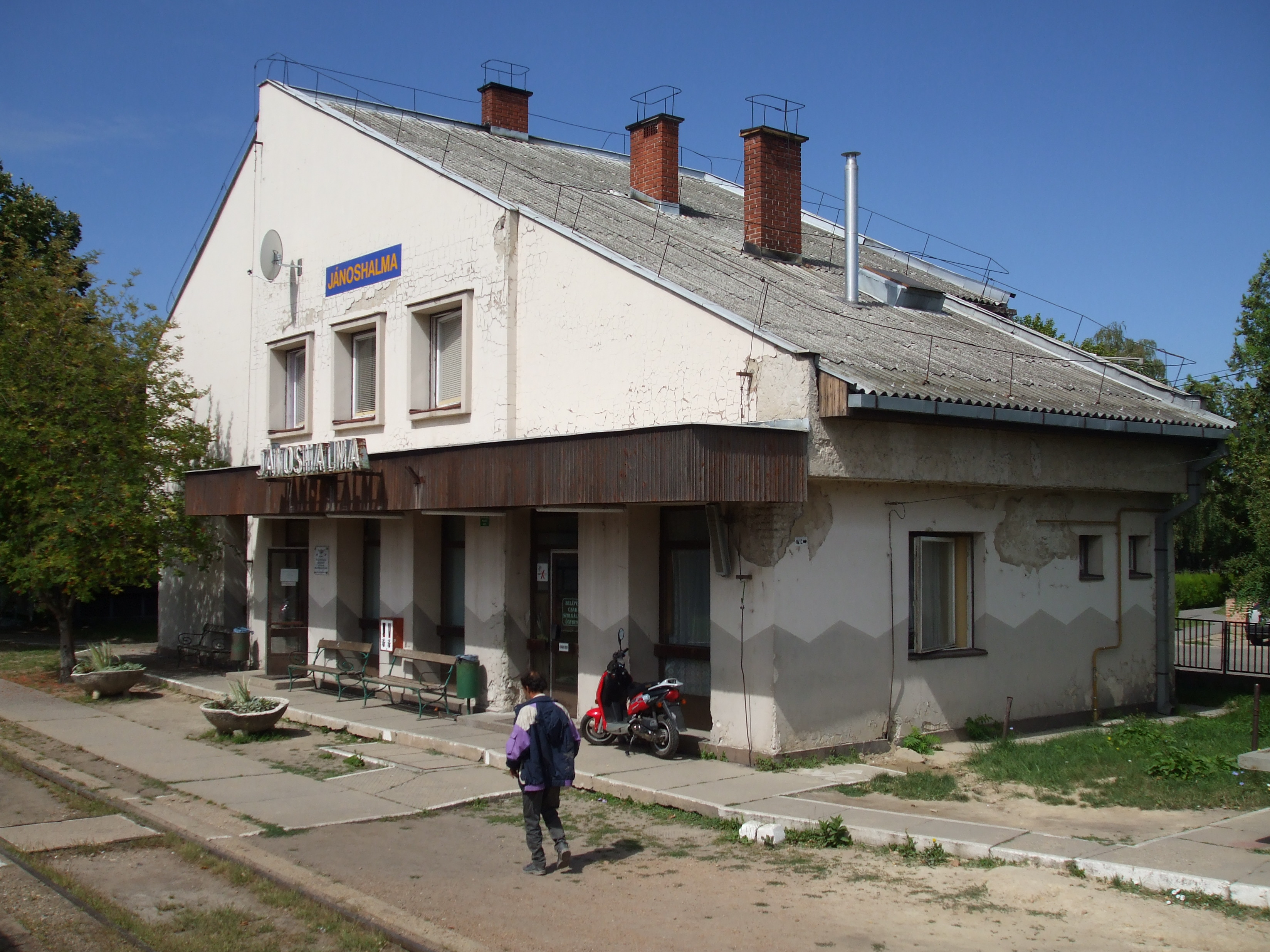
Jánoshalma vasútállomása
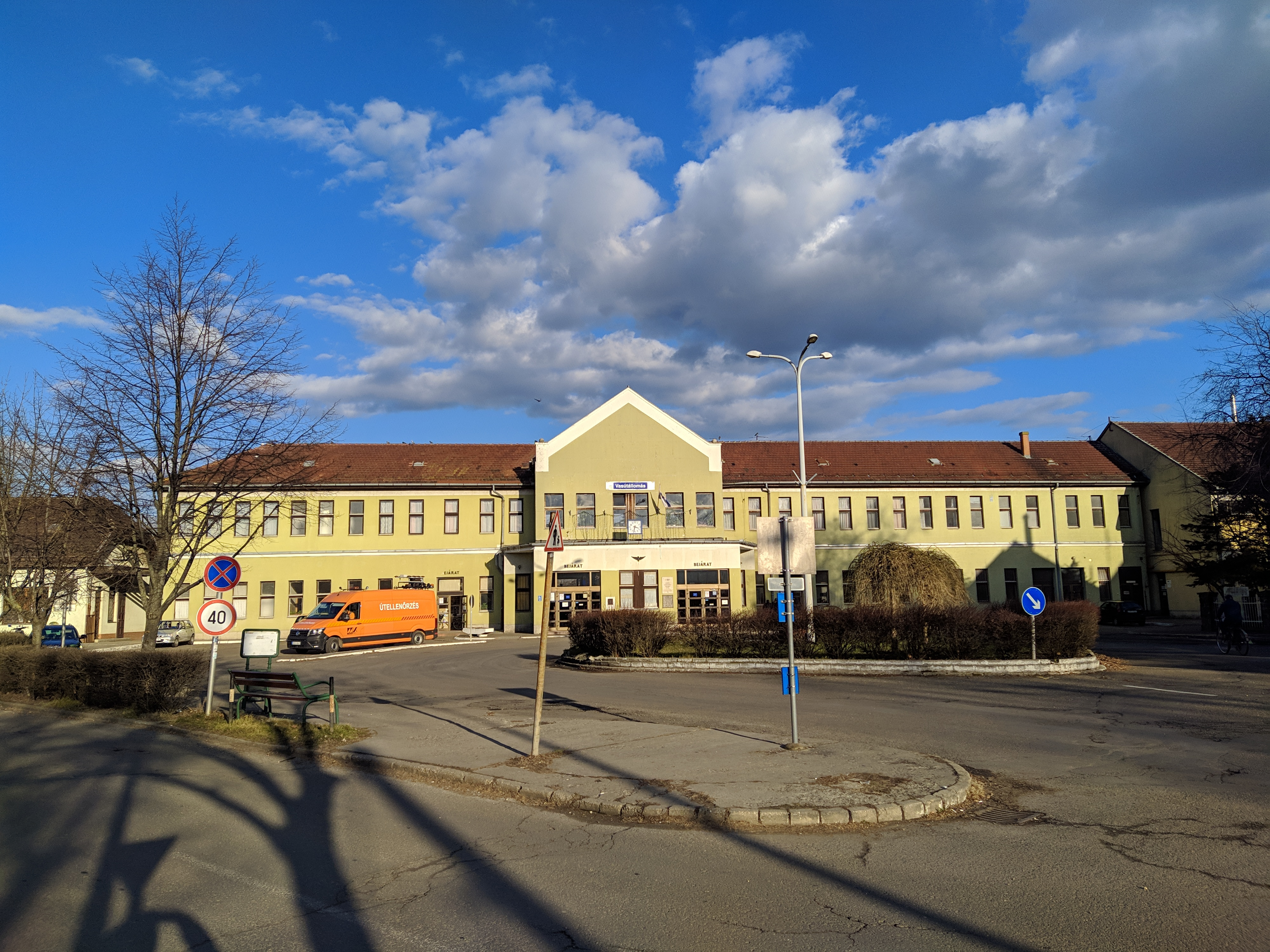
Kiskunhalas felvételi épülete

## Járatok
A lista a 2022-2023-as menetrend adatait tartalmazza.

| Vonat               | Útvonal                                           |
| személyvonatok      | személyvonatok                                    |
| ------------------- | ------------------------------------------------- |
| személy             | Sárborgárd – Tolna-Mözs – Bátaszék (– Baja)       |
| személy             | Dombóvár – Bátaszék – Baja                        |
| InterRégió          | Kecskemét - Kiskunfélegyháza - Kiskunhalas - Baja |
| IR 8301-8398 GEMENC | Székesfehérvár - Szekszárd - Bátaszék - Baja      |
| Ex 1833 SUGOVICA    | Budapest-Déli – Szekszárd – Bátaszék – Baja       |

## Érdekességek
A vonal Baja-Kiskunhalas szakasza virtuálisan is bejárható a Microsoft Train Simulator nevű játékkal, ha letöltjük mellé az Alföld 7.1, 7.2 kiegészítőt hozzá.